# Шауајеу (Бихор)
Шауајеу (рум. Șauaieu) насеље је у Румунији у округу Бихор у општини Ножорид. Oпштина се налази на надморској висини од 187 m.

## Становништво
Према подацима из 2002. године у насељу је живело 368 становника.

### Попис2002.
| Расподела становништва по националности 2002.‍ | Расподела становништва по националности 2002.‍ | Расподела становништва по националности 2002.‍ | Расподела становништва по националности 2002.‍ | Расподела становништва по националности 2002.‍ |
| --------------------------------------------- | --------------------------------------------- | --------------------------------------------- | --------------------------------------------- | --------------------------------------------- |
|                                               |                                               |                                               |                                               |                                               |
| Румуни                                        | Румуни                                        |                                               | 248                                           | 67,6%                                         |
| Мађари                                        | Мађари                                        |                                               | 107                                           | 29,2%                                         |
| Роми                                          | Роми                                          |                                               | 12                                            | 3,3%                                          |